# SOTUS/ソータス
SOTUS/ソータス（タイ語: พี่ว้ากตัวร้ายกับนายปีหนึ่ง）は、2016年にGMMTVが制作したタイのドラマ。シントー・プラチャヤー・レァーンロードとクリス・ピーラワット・シェーンポーティラットが主演を務める。原作はBitterSweet によるオンライン小説「SOTUS」で、主にタイ国内で撮影された。（対象年齢18歳以上） 
第8話までは2016年8月20日から10月8日までの間に放送されたが、タイ国王ラーマ9世の死去により、30日間の喪中期間中は放送を停止するよう命じられた。その後2016年11月19日から第9話以降の放送が再開され、当初予定されていた2016年12月3日の放送終了予定日は2017年1月14日に変更となった。すべてのエピソードは毎週土曜日にOne31で放送され、同時にLINE TVでも配信された。
2017年3月上旬、続編「SOTUS S The Series」の制作が発表された。第1期に引き続きプラチャヤー・レァーンロードとピーラワット・シェーンポーティラットの2人が続投している。続編は2017年12月9日より放送された。 

## あらすじ
「ギア」（歯車）とは工学部のシンボルである。ギアは時計などの装置に動力を与えて動かすシステムの一部で、ギアが1つ故障するだけで、装置は動作を停止してしまう故に工学部生にとって大切な意味を持っている。このギアのマークを身に着けることで、工学部の学生として認められるが、新入生たちがそれを取得するためには必ずSOTUS（Seniority:敬意、Order:秩序、Tradition:伝統、Unity:団結、Spirit:精神の頭文字を取ったもの）と呼ばれる新入生教育制度を受けなければならない。 
3年生のアーティット（ピーラワット・シェーンポーティラット）はヘッドワーガー（リーダー）で、SOTUS制度のもと、新入生に対して厳しい命令を下す。新入生たちはそれに対して不満があっても先輩に反抗することは許されない。そのためアーティットによる厳しい命令は、新入生であるコングポップ（プラチャヤー・レァーンロード）が彼に反抗するまで誰にも止められないように思われた。コングポップとアーティットの2人の衝突は、当初緊張関係をもたらしたが、2人の間に起こる様々な出来事がその関係性を徐々に変化させていく。 

## キャスト
| キャラクター            | 俳優                                                                             | 備考 | 登場回         |
| ----------------------- | -------------------------------------------------------------------------------- | --- | -------------- |
| アーティット            | ピーラワット・シェーンポーティラット(クリス) Perawat Sangpotirat (Krist)         | - 学生ID: 0206 - 愛称: Ai'Oon(アイウン) - 工学部3年生 - 3年生のヘッドワーガー - 新入生の指導を担当 - コングポップが好意を寄せる相手であり、後の恋人 - 大学の友人: ブライト、ノット、トゥッタ、プレーム - 高校時代の友人: ナムターンとジェイ - ピンクミルク(飲み物)が好き - 一人っ子(第9話参照)                                                                                  | 全話           |
| コングポップ            | プラチャヤー・レァーンロード(シントー) Prachaya Ruangroj (Singto)                | - 学生ID: 0062 - 工学部1年生 - 高校時代からの友人にエムがいる - 同じ学生IDであるプレーの後輩 - アーティットの恋人 - 友人・クラスメイト: エム、メイ、ワード、オーク、マプラン、プレーパイリン - 元々経済学部を希望していたが、母親の希望で工学部へ入学 - アイスコーヒーが好き - 辛い食べ物とドリアンが苦手 - 10歳ほど離れた姉が2人いる(第9話参照) - 3歳になる姪がいる(第9話参照) | 全話           |
| エム                    | ティティプーン・テーシャアパイクン(ニュー) Thitipoom Techaapaikhun (New)         | - 学生ID: 0097 - 工学部1年生 - 正式名: カターウット - 誕生日: 1998年12月12日 - コングポップと高校時代からの友人 - メイが好き - ゲームにハマっている - 友人・クラスメイト: コングポップ、メイ、ワード、ティウ、オーク、マプラン、プレーパイリン | 全話           |
| メイ                    | ニーラ・スワナマー Neen Suwanamas                                                | - 学生ID: 0151 - 工学部1年生 - 2月生まれ - コングポップが好き - 友人・クラスメイト: コングポップ、ティウ、ワード、エム、オーク、マプラン、プレーパイリン | 1-12話         |
| ワード                  | ティーラパット・ローハナン(フルーク) Teerapat Lohanan (Fluke)                    | - 工学部1年生 - 友人・クラスメイト: コングポップ、メイ、エム、ティウ、オーク、マプラン、プレーパイリン - プレームと口論となるが暴行を受けた際に助けられる(6話参照) | 1-8, 15話      |
| プレーム                | チョンナカン・アーポンスティナン(ガンスマイル) Chanagun Arpornsutinan (Gunsmile) | - 工学部3年生 - 新入生の指導を担当 - 友人: アーティット、ノット、トゥッタ、ブライト - ワードと口論するが彼が暴行を受けた際に助ける(6話参照) - 写真撮影が趣味 | 全話           |
| ティウタット (ティウ)   | コーン・クナーティプアピシリ(オージュン) Korn Khunatipapisiri (Oaujun)           | - 学生ID: 0075 - 工学部1年生 - 新入生代表(第3話参照) - 友人・クラスメイト: コングポップ、メイ、ワード、エム、オーク、マプラン、プレーパイリン - 先輩のサインを500人分集めた(第3話参照) | 1-9, 11-15話   |
| ブライト                | ジュンポン・アドゥンキッティポーン(オフ) Jumpol Adulkittiporn (Off)              | - 学生ID: 0097 - 工学部3年生 - 新入生の指導を担当 - 友人: アーティット、ノット、トゥッタ、プレーム - プルと付き合っていたが分かれた(第13話参照) | 全話           |
| オーク                  | ナラドン・ナムブンジット(プリンス) Naradon Namboonjit (Prince)                   | - 学生ID: 0038 - 工学部1年生 - 友人・クラスメイト: コングポップ、メイ、エム、ティウ、マプラン、プレーパイリン | 全話           |
| プレーパイリン (プレー) | プローイションプー・スパサップ(ジェーン) Ployshompoo Supasap (Jan)               | - 学生ID: 0744 - 工学部1年生 - 男性が好きではない(第8話参照) - 友人・クラスメイト: メイ、マプラン、コングポップ、ワード、ティウ、オーク、エム | 1-12, 14話     |
| マプラン                | マリパー・シリプーン(ワワ) Maripha Siripool (Wawa)                               | - 学生ID: 0023 - 工学部1年生 - 友人・クラスメイト: プレーパイリン、メイ、コングポップ、ワード、ティウ、オーク、エム | 1-12話         |
| ノット                  | イッティコーン・クライチャルーン(アイス) Ittikorn Kraicharoen (Ice)              | - 工学部3年生 - 新入生の指導を担当 - 友人: アーティット、プレーム、トゥッタ、ブライト | 全話           |
| トゥッタ                | ナッタワラントーン・カムチュー Khamchoo Natthawaranthorn                         | - 工学部3年生 - 新入生の指導を担当 - 友人: アーティット、プレーム、ノット、ブライト | 全話           |
| パック先生              | TBC                                                                              | - 工学部の教授 - アーティット、プレーム、ブライト、ノットの活動のアドバイザー | 6, 8, 10，15話 |
| ナムターン              | アリス・ツォイ Alice Tsoi (Alysaya)                                              | - アーティットの初恋の相手 - 中学生の頃からアーティットとジェイの友人で、現在はジェイの彼女 - 第6話でアーティットに電話を掛けてきた相手 - 同じ大学の科学部に在籍 | 9, 11話        |
| ジェイ                  | ジラキット・クーアーリヤクン(トップタップ) Jirakit Kuariyakul (Toptap)           | - アーティットの幼馴染 - 現在はナムターンの彼氏 - 第10話では写真でのみ出演 | 11話           |

### サポートキャスト
| キャラクター | 俳優                         | 備考 | 登場回          |
| ------------ | ---------------------------- | --- | --------------- |
| テー         | Phurin Ruangvivatjarus(M)    | - 工学部1年生 - バスケットボール大会でのワード、エム、コングポップのチームメイト | 1〜5、7、13、15 |
| ディア       | Thanapas Suttichannapa(M)    | - 工学部4年生 - 3年生チームの指導者 - 第7話の学部旗の奪取のイベントで新入生にアドバイスをくれる | 2-3、5、7-9     |
| ヨット       | Pongpol Saneewong Na Ayutaya | - 工学部2年生 - 新入生の指導を担当 - マプランが好意を寄せる先輩(第3話参照) | 1-5、7          |
| ティム       | Nokkaew Worakamon            | - 工学部2年生 - 新入生の指導を担当 - コングポップ、ワード、エム、デーのバスケットボールコーチ | 1〜5、8         |
| ファン       | Khemmika Layluck             | - 工学部3年生 - 救護班 - アーティットの友人 - 第2話でコングポップをスターコンテストに推薦する | 1-2、7、14      |
| プル         | Boochita Pitakard            | - 学生ID：0062 - 工学部2年生 - コングポップと同じ学生IDの先輩 - 第3話でコングポップにノートとテキストを譲る - ブライトと付き合っていたが別れた（第13話参照）                                                                                   | 3、6-7、13-14   |
| タム         | Pitiwat Chaimongkol(Aor)     | - 工学部の卒業生 - アーティットと同じ学生IDの先輩 - アーティットが新入生時にヘッドワーガーを務めていた - 第7話でアーティットとコングポップが参加した夕食会の主催者 - フォン（コングポップと学生IDが同じ卒業生）の恋人 - 一人っ子（第14話参照） | 7、13、15       |

## 使用楽曲
ドラマ内で使われた楽曲 
| #   | タイトル                                                                                            | 作詞 | 作曲・編曲 | 歌手                                               |
| --- | --------------------------------------------------------------------------------------------------- | ---- | ---------- | -------------------------------------------------- |
| 1.  | 「Limp [โซซัดโซเซ]」                                                                                 |      |            | Keng Tachaya                                       |
| 2.  | 「Secret Mind [ความลับในใจ]」                                                                        |      |            | AMP & GunAchi                                      |
| 3.  | 「Uncommon [ไม่ธรรมดา]」                                                                             |      |            | Bell Supol                                         |
| 4.  | 「L.O.V.E」(The duet song Kongpob & Pearpailin sang at the Mr & Miss Faculty)                       |      |            | Jetset'er                                          |
| 5.  | 「Search Your Heart [ค้นใจ]」(The song Kongpob sang at the Mr & Miss Faculty)                        |      |            | J Jetrin                                           |
| 6.  | 「Ripples」(Recurring music often heard when something important is happening)                      |      |            | Harry Angstrom & Jonathan Buchanan                 |
| 7.  | 「Last Call」(From Episode 6 promo opening teaser)                                                  |      |            | Michael Rheault                                    |
| 8.  | 「Distant Signals」(Episode 6: When Kong gets booted out from the field and watches Arthit running) |      |            | Harry Angstrom & Jonathan Buchanan                 |
| 9.  | 「Let There Be Light」(Episode 6: When Arthit finished his 54 rounds)                               |      |            | Harry Angstrom & Jonathan Buchanan                 |
| 10. | 「Somewhere」(Episode 7: When the freshmen get white strings tied on their wrist)                   |      |            | Jay Price                                          |
| 11. | 「Into The Last Light」                                                                             |      |            | Dan Cassady & Dylan Parsons                        |
| 12. | 「Benevolence」                                                                                     |      |            | Henry Jackman                                      |
| 13. | 「Thrill Pills」                                                                                    |      |            | Jay Price                                          |
| 14. | 「Mean Streets」                                                                                    |      |            | Patrick Robert Murdoch & Timothy James Wills       |
| 15. | 「Underground Intelligence」                                                                        |      |            | Matt Norman                                        |
| 16. | 「Happy Endings」                                                                                   |      |            | David Thomas Hawes                                 |
| 17. | 「Ritual of Fear」                                                                                  |      |            | Richard Allen Harvey                               |
| 18. | 「Speechless」                                                                                      |      |            | Timothy James Wills                                |
| 19. | 「Waster」                                                                                          |      |            | Brett Carr Boyett & Jason C. Miller                |
| 20. | 「Mindfinder」                                                                                      |      |            | Sandy McLelland                                    |
| 21. | 「Excitement Grows」                                                                                |      |            | Thomas Greenberg                                   |
| 22. | 「Happy To Be」                                                                                     |      |            | Rob Rewes                                          |
| 23. | 「Sheltering Skies」                                                                                |      |            | Dan Cassady & Dylan Parsons                        |
| 24. | 「American Dream」                                                                                  |      |            | Patrick Robert Murdoch & Timothy James Wills       |
| 25. | 「The Style Files」                                                                                 |      |            | Thomas Greenberg                                   |
| 26. | 「Rebel Movement」                                                                                  |      |            | Matt Norman                                        |
| 27. | 「Against The Wall」                                                                                |      |            | Christian Anthony Arvan & James Brian Brasher      |
| 28. | 「Supercooler」                                                                                     |      |            | Guy Wallace, Zachary Gibson & Nigel William Graham |
| 29. | 「A New Hope」                                                                                      |      |            | Paul J. Borg & Thomas Garrad-Cole                  |
| 30. | 「Big Society」                                                                                     |      |            | Jay Price                                          |
| 31. | 「Aerogilder」                                                                                      |      |            | Jay Price                                          |
| 32. | 「Reload」                                                                                          |      |            | Jay Price                                          |
| 33. | 「The Con」                                                                                         |      |            | Jay Price                                          |
| 34. | 「Hyperbole」                                                                                       |      |            | Jay Price                                          |
| 35. | 「Positive Equity」                                                                                 |      |            | Jay Price                                          |
| 36. | 「Clarity」                                                                                         |      |            | Richard Allen Harvey                               |
| 37. | 「Inertial Mass」                                                                                   |      |            | Edward Eliot & Nobuaki Nobusawa                    |
| 38. | 「Line of Fire」                                                                                    |      |            | James Thomas Jr.                                   |
| 39. | 「The Road to Hell」                                                                                |      |            | David Shoto & David Buckley                        |
| 40. | 「Oddball Tango」                                                                                   |      |            | Bill Connor                                        |
| 41. | 「May You Decide」                                                                                  |      |            | George Timothy                                     |
| 42. | 「Up My Street」                                                                                    |      |            | Mr Stix                                            |
| 43. | 「In Safe Hands」                                                                                   |      |            | Patrick Thomas Hawes                               |
| 44. | 「Intriguing Ideas」                                                                                |      |            | Thomas Greenberg                                   |
| 45. | 「Days in the Sun」                                                                                 |      |            | Rob Rewes                                          |
| 46. | 「I Can See the Sky」                                                                               |      |            | Harry Angstrom & Jonathan Buchanan                 |
| 47. | 「Presence」                                                                                        |      |            | Thomas Garrad-Cole                                 |

## シーズン2
第1シーズンの人気の高さから、続編となる第2シーズンの制作が発表され、プラチャヤー・レァーンロードとピーラワット・シェーンポーティラットがそれぞれの役を続投した。第2シーズンのタイトルは「SOTUS S The Series」で、2017年12月9日に初公開された。 

## 受賞
| 年   | 賞                                      | 部門                          | 対象者                               |
| ---- | --------------------------------------- | ----------------------------- | ------------------------------------ |
| 2017 | 第5回 YinYueTai Vチャート・アワード     | YinYueTaiおすすめアーティスト | ピーラワット・シェーンポーティラット |
| 2017 | 第5回 YinYueTai Vチャート・アワード     | YinYueTaiおすすめアーティスト | プラチャヤー・レァーンロード         |
| 2017 | 第5回 YinYueTai Vチャート・アワード     | 新人人気アーティスト賞        | プラチャヤー・レァーンロード         |
| 2017 | 第3回マヤ・アワード                     | 今年のカップル賞              | ピーラワット・シェーンポーティラット |
| 2017 | 第3回マヤ・アワード                     | 今年のカップル賞              | プラチャヤー・レァーンロード         |
| 2017 | 第3回マヤ・アワード                     | 新星人気男性賞                | プラチャヤー・レァーンロード         |
| 2017 | 第14回コムチャドルーク賞                | 人気男性俳優賞                | プラチャヤー・レァーンロード         |
| 2017 | 第11回KAZZアワード                      | カップル・オブ・ザ・イヤー    | ピーラワット・シェーンポーティラット |
| 2017 | 第11回KAZZアワード                      | カップル・オブ・ザ・イヤー    | プラチャヤー・レァーンロード         |
| 2017 | 第11回KAZZアワード                      | 人気新人俳優賞                | ピーラワット・シェーンポーティラット |
| 2017 | 第6回アティチュード・マガジン・アワード | ベスト・カップル賞            | ピーラワット・シェーンポーティラット |
| 2017 | 第6回アティチュード・マガジン・アワード | ベスト・カップル賞            | プラチャヤー・レァーンロード         |
| 2017 | 第6回アティチュード・マガジン・アワード | 今年最も好きなTVドラマ        | SOTUS The Series                     |

## 日本での展開

### 配信
- GYAO!にて、2020年6月より期間限定で無料配信を実施。毎週木曜日に2話ずつ更新された。[7]
- アジアドラマチックTVにて、スペシャルエピソードも含めた全16話が2020年10月26日25:30より毎週月～金曜に1話ずつ放送された。[8]
- 2024年4月時点、U-NEXTにて見放題配信中。[9]

### 小説
ダリアシリーズユニより、2021年春に日本語版小説が発売されることが2020年10月31日に発表された。台湾版（繁体字）より翻訳予定となっている。

日本版発売を記念して、B's-LOGの特別企画として原作者＆ドラマ版キャストインタビューが実施された。

2021年6月28日頃に発売が予定されていたが、実際は2021年11月8日に発売された。
- BitterSweet（著）、芳野笑（訳者）、高崎ぼすこ（装画）『SOTUS』フロンティアワークス〈ダリアシリーズユニ〉、全2巻
  1. 2021年11月8日発売[12]、ISBN 978-4-8665-7416-5
  2. 2021年11月8日発売[12]、ISBN 978-4-8665-7417-2

### 漫画
KADOKAWAより、2021年春以降にWEB雑誌「電子版CIEL」にて連載が開始されることが2020年11月18日に発表された。作画は慧が担当する。 

2021年3月30日より電子版CIELにて連載開始。4月30日よりその他各電子書店でも配信が開始される。
- BitterSweet（原作）、慧（作画）『SOTUS』KADOKAWA〈あすかコミックスCL-DX〉、全3巻
  1. 2021年10月1日発売[16]、ISBN 978-4-04-111030-0
  2. 2022年3月1日発売[17]、ISBN 978-4-04-112297-6
  3. 2022年9月30日発売[18]、ISBN 978-4-04-112981-4